# Eumorpha licaon
Eumorpha licaon är en fjärilsart som beskrevs av Pieter Cramer 1776. Eumorpha licaon ingår i släktet Eumorpha och familjen svärmare. Inga underarter finns listade i Catalogue of Life.